# Người châu Á
Người châu Á (tiếng Anh: Asian people) hay nhóm người tổ tiên thuộc lục địa châu Á (tiếng Anh: Asian Continental Ancestry Group) là một chủng người từ châu Á. Tuy nhiên, mỗi người và mỗi đất nước lại có sự sử dụng khái niệm khác nhau về người châu Á, nhìn chung người châu Á thường được coi là người thuộc một vùng hoặc một phân miền đặc thù nào đó ở châu Á. Điều này còn phụ thuộc vào nơi định cư, "chủng" người, hay một nhóm dân tộc. Ở Mỹ, Canada và Úc, người châu Á thường được coi là người có nguồn gốc từ Đông Á hoặc Đông Nam Á, tuy nhiên ở Anh và những nước nói tiếng Anh tại Châu Phi, người châu Á thường được coi là người thuộc khu vực Nam Á. Ở Mỹ, người Trung Đông và Trung Á thường không được coi là người châu Á.

## Những sự phân loại khác nhau

### Nhật Bản và Hàn Quốc
Đầu những năm 1921, tộc người Nhật Bản và Hàn Quốc đã có khái niệm rằng châu Á là một nền văn minh của Phương Đông đối lập với châu Âu.

### Malaysia và Singapore
Tại Malaysia và Singapore, 3 tộc người lớn nhất của họ là người Malay, người Trung Quốc và người Ấn Độ, tất cả đều được coi là người châu Á.

### Tại Hoa Kỳ
Theo kết quả sự điều tra dân số của Mỹ, khái niệm "người châu Á" là một chủng người được phân định là "người có tổ tiên có nguồn gốc xa xưa từ Đông Á, Đông Nam Á và tiểu lục địa Ấn Độ. Những bản báo cáo này cũng nói về những tộc người riêng biệt, như người Trung Quốc, người Đài Loan, người Philippines, người Hàn Quốc, người Nhật Bản, người Malaysia, người Indonesia, người Việt Nam, người Pakistan, người Lào, người Thái Lan, người Ấn Độ châu Á, người Campuchia và "những người châu Á khác". Những người Mỹ Trung Á được cho là "Asiatic" (người thuộc châu Á) bởi cuộc điều tra dân số năm 1910, điều này về pháp lý đã gây trở ngại cho việc nhập cư của họ với những người châu Á khác. Những người Mỹ Trung Á Thổ Nhĩ Kỳ là mục tiêu của hội chứng "chống người châu Á" trong suốt "cơn khủng hoảng chủng da vàng". Trong vụ United States v. Bhagat Singh Thind (1923). Chủng người Mỹ Ấn được quyết định là người châu Á. Người Mỹ Trung Đông không được bản điều tra dân số của Mỹ coi là người châu Á.
Theo Sharon M. Lee trong xuất bản của cô năm 1998, với rất nhiều những người không phải là người Mỹ Á tại Hoa Kỳ (năm 1998), người Mỹ Á có nghĩa là người từ phương Đông, người Mỹ Trung, người Mỹ Nhật. Điều này là bởi những người nhập cư Nhật Bản và Trung Quốc là những người nhập cư đầu tiên tại Hoa Kỳ. Ngày nay, với sự gia tăng số lượng người Mỹ Hàn, người Mỹ Nam Á và người Mỹ Đông Nam Á, sự định nghĩa về người Mỹ châu Á với dân Mỹ đã được mở rộng. Tuy nhiên, bình thường thì người châu Á được bổ sung bao gồm người Mỹ Philippines, người Mỹ Việt Nam và người Mỹ Hàn.

### Tại Vương quốc Anh
Tại Vương Quốc Anh, khái niệm "người châu Á" bao gồm cả lục địa châu Á, bình thường thì thiên về người có nguồn gốc Nam Á, đặc biệt là Ấn Độ, Pakistan, Bangladesh và Sri Lanska.

### Tại Canada
Tại Canada, người châu Á thường được coi là người từ phương Đông, Đông Nam Á, Nam Á, Tây Á. Cũng như Hoa Kỳ, khái niệm "người châu Á" thường thiên hơn về người thuộc Đông Á bởi họ là nhóm người nhập cư châu Á đầu tiên ở Canada.

### Tại Australia
Điều tra dân số của Australia bao gồm 4 vùng ở châu Á có sự phân định chính thức. Được định ra bởi điều tra dân số Úc từ 2006 đến 2011, ba nhóm người được gắn thêm từ "Asian" (người châu Á) vào tên của họ là: người Trung và Nam Á, người Đông Nam Á, và người Đông Bắc Á. Người Nga được định nghĩa là người Nam hoặc Đông Âu trong khi người Trung Đông được định nghĩa là người Bắc Phi hoặc người Trung Đông.

## Người Nga
Phần lớn lãnh thổ của Nga nằm ở châu Á dù đa số dân cư thì ở châu Âu và thuộc tộc người Slav (một tộc người thuộc chủng người Ấn-Âu. Bình thường thì người Nga không nằm trong (được coi) khái niệm là "người châu Á".

## Người ở các hòn đảo Thái Bình Dương
Bình thường, cách dùng "người châu Á" không áp dụng những cư dân các hòn đảo Thái Bình Dương. Khái niệm "những người châu Á và cư dân đảo Thái Bình Dương" hay ""Asia/Pacific" (có thể hiểu là người châu Á sống ở đảo) được sử dụng trong bản điều tra dân số của Mỹ năm 1990. Vào cuối năm 2001, phần lớn người Mỹ coi người đảo Thái Bình Dương có cùng chủng tộc với người châu Á vì những yếu tố của người đảo Thái Bình Dương hoàn toàn trái ngược với cái được gọi là "whiteness" (dịch nôm na theo ngữ cảnh: da trắng, tính chất da trắng, người da trắng). Tuy nhiên, trong điều tra dân số của Mỹ năm 2000, nhiều cư dân đảo Thái Bình Dương không nhận họ có đặc tính giống người châu Á và tự cho rằng họ là chủng người khác biệt với người châu Á.